# Многоводие
Многоводие (синоним греч. полигидрамнион) — патологическое состояние, при котором наблюдается избыток околоплодных вод в амниотической полости. По статистике, наблюдается у 1 % беременных женщин. Существует два типа многоводия:
- хроническое многоводие, при котором избыток околоплодных вод накапливается постепенно
- острое многоводие, при котором избыток околоплодных вод накапливается быстро.

Симптомами многоводия являются увеличение размеров матки, увеличение высоты стояния дна матки над лоном в сравнении с нормативными показателями, увеличение длины окружности живота в сравнении с нормативными показателями, напряжение матки, тугоэластическая консистенция матки, флюктуация, повышенная подвижность плода.
Многоводие может быть вызвано различными причинами, включая заболевания матери (например, сахарный диабет, воспалительные и инфекционные заболевания), проблемы с плацентой (наличие хорионангиомы, плаценты, окруженной валиком), патологию плода (различные пороки развития органов и систем, гематологические нарушения, хромосомные аномалии), а также может иметь идиопатические, невыясненные причины (более 60 % случаев).